# 克羅埃西亞王國 (925年—1102年)
克羅地亞王國是一個位於中歐的中世紀王國，其統治今日大部份克羅地亞和波士尼亞和赫塞哥維納，克羅埃西亞民族自西元7世紀領土生活，他們於9世紀時建立兩個公國，後於925年由托米斯拉夫一世將其統一為克羅埃西亞王國，並成為第一位國王。
這個王國存在近兩世紀，其歷史是一連串與保加利亞第一帝國、拜占庭帝國和匈牙利王國的衝突與結盟，並與威尼斯競爭亞德里亞海東岸。該王國從10世紀開始在統治區域推廣克羅埃西亞語並因此與教宗發生衝突。11世紀後期克羅埃西亞試圖保衛其被拜占庭帝國侵犯的達爾馬提亞，此時王國在佩塔爾·克雷希米爾四世（1058年-1074年）與狄米塔·茲沃尼米爾（1075年-1089年）統領時期發展到鼎盛。公元1091年斯特凡二世去世，特皮米洛維齊王朝絕嗣，克羅埃西亞發生繼承內戰，直到1102年王位由匈牙利國王卡爾曼繼位，克羅埃西亞與匈牙利組成共主聯邦但仍保有相當大的自主權，直到1918年自奧匈帝國獨立。